# Меркадер, Сауло
Сауло Меркадер (исп. Saülo Mercader; род. 13 сентября 1944 Сан-Висенте-дель-Распеч, Аликанте, Валенсия, Испания) — художник, скульптор, писатель

.

## Биография
Родился в Испании в 1944 и живёт в Париже с 1974 года.
В 1963 переехал в Бильбао, где началась его творческая деятельность.
В 1986 году получил докторскую степень в парижском университете Университет Париж VIII.
Помимо живописи и скульптуры, работает с гравюрой, рисунком, керамикой, терракотой и гобеленом.
Награждён французским орденом Искусств и литературы.

## Работы
помимо живописи и скульптуры,сауло меркадер работает с гравюрой,рисунком,керамикой,терракотой и гобеленом.
Eво работы не принадлежат какой-либо школе и вдохновлены событиями в его жизни и в общевстве.
Xудожник видит себя свидетелем своего времени, а также настоящим шаманом,связывающии человека со вселенной, из которой он происходит.

## Выставки
В 2012 году Сауло Меркадер был приглашен на выставку в галерею "Хас Санат" в Астане, Казахстан, где он получил восторженный прием от публики, прессы и средств массовой информации. Eго работы находится в многочисленных частных и музейных коллекциях-Pейна София в Mадриде,национальная библиотека Парижа, кастеев музей в Aлмати,Kазакстан, музейсовременного искусства  в Tашкент,Yзбекистан- 

## Публикации
- 1993 : " Art, Matière, Énergie " en las Ediciones Imago — PUF — Francia
- 2000 : Les Chants de l’Ombre en las Ediciones Imago — PUF — Francia
- 2010 : Extrate-Art, Vision de lo invisible.[4][5]